# 드루 케리
드루 앨리슨 케리(영어: Drew Allison Carey, 1958년 5월 23일 ~ )는 미국의 배우, 희극인, 텔레비전 진행자, 사진가, 프로듀서, 각본가이다.

## 출연 작품
- 잭 앤 질 (2011)
- 더 레이트 레이트 쇼 위드 크레이그 퍼거슨 (2005)
- 아리스토크래츠 (2005)
- 그것에 관하여 (2005)
- 로봇 (2005)
- 지미 키멜 라이브! (2003)
- 제페토 (2000)
- 더 레이트 레이트 쇼 위드 크레이그 킬본 (1999)
- 빅 티즈 (1999)
- 플레이 투 더 본 (1999)
- 더 드류 캐리 쇼 (1995)
- 콘헤드 대소동 (1993)
- 비앤비 (1987)